# Василий Андреевич (князь Пожарский)
Князь Василий Андреевич Пожарский (ум. в начале XV века) — первый удельный князь Пожарский. 
Из князей Стародубских (Стародуба Суздальской земли), старший из четырёх сыновей князя Андрея Фёдоровича, удельного князя стародубского (1330—1380), ходившего в 1375 году с Дмитрием Донским на князя Михаила Тверского и участвовавшего в 1380 году в Куликовской битве. Брат князя  Ивана Андреевича Ногавицы — родоначальника князей Ряполовских. 

## Биография
Князь Василий упоминается лишь в родословных книгах и может быть отмечен только, как родоначальник угасших в 1685 году князей Пожарских. Знаменитый русский национальный герой Смутного времени князь Дмитрий Михайлович Пожарский происходил от младшего внука князя Даниила Васильевича — Ивана Фёдоровича Пожарского по прозванию Третьяк.
Отец его Андрей Фёдорович, удельный князь стародубский, первый начал дробить Стародубский удел между своими сыновьями и старшему сыну Василию выделил селение Погар, смешиваемое некоторыми — например, А. Ф. Малиновским в его «Биографии» Д. М. Пожарского, — с Погаром стародубско-черниговским, называвшимся до нашествия Батыя — Радогостем или Радогощем, Радощем.
По их версии, Василий ещё при жизни отца получил Пожарский удел, и поэтому, хотя и был старшим в роду, не унаследовал Стародуб.
Князь Василий Андреевич Пожарский имел одного только сына князя Даниила Васильевича, бывшего ещё удельным князем, умершим в XV веке при правлении Василия II Васильевича Тёмного.